# Июнь 2025 года

Список событий июня 2025 года.

## События
- 1 июня
  - В результате украинской атаки на российские аэродромы поражено более 40 самолётов (по данным СБУ), включая стратегические бомбардировщики[1], подтверждено уничтожение или повреждение как минимум 13 самолётов[2].
  - В Польше прошёл второй тур президентских выборов, победил Кароль Навроцкий[3][4].
  - В Колорадо (США) как минимум восемь человек получили ожоги в результате нападения[англ.] на участников произраильского шествия, нападавшие применили самодельный огнемёт, коктейли Молотова и другие зажигательные устройства[5].

- 2 июня
  - В Стамбуле прошёл второй тур прямых российско-украинских переговоров, стороны договорились об обмене тяжелоранеными и молодыми пленными по формуле «все на всех», а также телами погибших по формуле «6000 на 6000». Россия отказалась от безусловного прекращения огня[6].

- 3 июня
  - В Южной Корее прошли внеочередные президентские выборы[7], победил Ли Чжэ Мён[8][9].
  - Подрыв мостов в России (2025): Имела место попытка подрыва Крымского моста[10], удар пришёлся на защитные ограждения, движение по мосту восстановлено, он функционирует в обычном режиме[11].
  - Кристина Опиаза[англ.] коронована новой Мисс Гранд Интернешнл 2024[12] после того как прошлая обладательница короны отказалась от своего титула, обвинив организаторов конкурса в коррупции и домогательствах[13][14].
  - Владельцы компании-издателя игры «Мир танков» (версия World of Tanks на территории РФ и РБ) «Леста Игры» Малик Хатажаев и Виктор Кислый признаны участниками экстремистского объединения, по требованию прокуратуры 100 % долей в уставном капитале трёх юридических лиц, входящих в структуру «Леста Игры», обращены в доход Российской Федерации[15][16].
  - Президент США Дональд Трамп поднял вдвое (с 25 до 50 %) таможенные пошлины на сталь и алюминий для всех стран, кроме Великобритании[17].
  - Премьер-министр Нидерландов Дик Схоф объявил об отставке правительства[18][19].
  - Премьер-министр Монголии Лувсаннамсрайн Оюун-Эрдэнэ ушёл в отставку[20][21].

- 4 июня
  - Состоялись телефонные переговоры Дональда Трампа и Владимира Путина, обсудили украинскую атаку на российские аэродромы и ядерную программу Ирана[22].
  - В Сеуле состоялась церемония инаугурации нового президента страны Ли Чжэ Мёна[23][24].
  - В Индии около стадиона имени Мангалама Чиннасвами, во время празднования первой за 18 лет победы команды RCB в индийской премьер-лиге по крикету, произошла давка[англ.], как минимум 11 человек погибли и более 50 получили травмы[25].
  - В Нигерии завершены спасательные работы на месте сильнейшего за последние 60 лет наводнения[англ.], власти больше не верят, что кого-то из пропавших без вести ещё можно найти живым[26].
  - Во Вьетнаме на фоне снижения рождаемости и старения населения отменили политику «двух детей»[англ.], ограничивавшую максимальное количество детей в семье двумя[27][28].

- 5 июня
  - Президент США Дональд Трамп провёл телефонные переговоры с председателем КНР Си Цзиньпином, обсудили торгово-экономические отношения[29][30].
  - Президент США Дональд Трамп провёл встречу с канцлером Германии Фридрихом Мерцем, обсудили расходы на оборону, тарифы и Украину[31][32].
  - Произошло неудачное прилунение японского частного посадочного модуля HAKUTO-R[33], аппарат потерял связь с Землёй при посадке[34].
  - Состоялся мировой релиз игровой консоли Nintendo Switch 2[35][36].
- 6 июня
  - В Кашмире (Индия) был открыт мост Чинаб[англ.] через одноимённую реку, самый высокий железнодорожный мост в мире[37].

- 7 июня
  - В Боготе (Колумбия) по время митинга совершено покушение на сенатора Мигеля Урибе Турбая[38].
  - В Оше (Кыргызстан) демонтировали самый высокий памятник Ленину в Центральной Азии[39].
  - Президент США Дональд Трамп направил Национальную гвардию в Лос-Анджелес для подавления уличных протестов, вызванных рейдами против нелегальных мигрантов[40][41][42].
  - Президент США Дональд Трамп снял запрет на сверхзвуковые коммерческие полёты над территорией США, действовавший с 1973 года, а также подписал ряд указов направленных на снижение бюрократических барьеров для развития перспективных сфер авиации, таких как электролёты вертикального взлёта и посадки[англ.] и дроны-доставщики с искусственным интеллектом[43][44].
  - Спорт
    - Американка Коко Гауфф выиграла Открытый чемпионат Франции по теннису, победив в финале первую ракетку мира Арину Соболенко в трёх сетах[45].

- 8 июня
  - В Колумбии произошло землетрясение[англ.] магнитудой 6,3[46].
  - Израильские военные перехватили парусник «Мадлен» со шведской активисткой Гретой Тунберг, шедший по Средиземному морю в сектор Газа[47][48].
  - Спорт
    - Испанец Карлос Алькарас выиграл Открытый чемпионат Франции по теннису, победив в финале первую ракетку мира итальянца Янника Синнера в пяти сетах[49]. В четвёртом сете Алькарас отыграл тройной матчбол на своей подаче. Этот матч, длившийся 5 часов 29 минут, стал самым продолжительным в истории финалов «Ролан Гарроса»[50].
    - Сборная Португалии стала победителем Лиги наций УЕФА 2024/25, обыграв в финальном матче в серии пенальти испанцев[51]. Бронзовыми призёрами стала команда Франции, одолевшая в матче за 3-е место Германию[52].

- 9 июня
  - В Баллимине (Северная Ирландия) вспыхнули массовые беспорядки[англ.], начавшиеся после предполагаемого изнасилования несовершеннолетней девочки мигрантами[53][54].

- 10 июня
  - В результате стрельбы в школе в австрийском городе Граце погибли 11 человек[55][56].
  - The Walt Disney Company согласилась выплатить телекоммуникационной компании Comcast дополнительно $438,7 млн в рамках сделки по приобретению стримингового сервиса Hulu, окончательное завершение сделки по полному поглощению Hulu ожидается до 24 июля 2025 года[57][58].
  - В Пскове задержан зампредседатель партии «Яблоко» Лев Шлосберг[59][60].
  - Верховный суд Аргентины оставил в силе обвинительный приговор по делу о коррупции[англ.] в отношении бывшего президента страны Кристины Фернандес де Киршнер, включающий в себя шестилетний срок тюремного заключения и пожизненный запрет занимать государственные должности[61][62].
- 11 июня
  - Химики синтезировали аллотропную форму азота, состоящую из шестиатомных молекул N6[63][64].
  - Северокорейско-южнокорейские отношения: В Южной Корее отключили громкоговорители, транслировавшие антисеверокорейскую пропаганду вдоль межкорейской границы[65][66].

- 12 июня
  - Boeing 787 Dreamliner авиакомпании Air India, летевший из Ахмадабада в Лондон, потерпел крушение вскоре после вылета, упав на общежитие медицинского колледжа; на борту самолёта находилось 242 человека[67], погибли все кроме одного[68], также более 30 человек погибли на земле[69].
  - В Стокгольме (Швеция) началась встреча Бильдербергской группы[70].
  - Ядерная программа Ирана
    - МАГАТЭ приняло резолюцию, в которой говорится, что Иран не выполняет свои обязательства в рамках режима нераспространения ядерного оружия[71][72].
    - Президент США Дональд Трамп объявил о выводе части персонала с Ближнего Востока в связи с потенциальным столкновением Ирана и Израиля[73][74].
    - Очередной раунд американо-иранских переговоров должен был пройти в Маскате (Оман) 15 июня 2025 года[75]; переговоры были отменёны в связи с атакой Израиля[76].

  - Журнал Forbes опубликовал список крупнейших публичных компаний мира Forbes Global 2000 за 2025 год; рейтинг возглавил американский финансовый конгломерат JPMorgan Chase, в первую пятёрку также вошли Berkshire Hathaway, ICBC, Saudi Aramco и Amazon[77].

- 13 июня
  - Война на Ближнем Востоке
    - Ирано-израильская война
      - Израиль начал крупномасштабную атаку по объектам ядерной и ракетной инфраструктуры Ирана[78]; убит ряд высокопоставленных генералов и учёных-ядерщиков, в том числе глава Корпуса стражей исламской революции Хоссейн Салами и начальник генштаба Мохаммад Багери[79][80].
      - В ответ на израильские удары Иран начал запускать беспилотники и баллистические ракеты по Израилю[81].

  - Спорт
    - В Будапеште (Венгрия) начался чемпионат мира по дзюдо[82].

- 14 июня
  - В Вашингтоне прошёл военный парад[англ.] в честь 250-летия армии США[83].
  - Сенатор штата Миннесота Джон Хоффман[англ.] и его супруга, а также спикер палаты представителей штата Мелисса Хортман и её супруг были расстреляны ночью в своих домах. Хортманы убиты, состояние четы Хоффманов оценивается как тяжёлое[84][85]. Оба нападения совершил один и тот же человек, выдававший себя за полицейского; в машине подозреваемого обнаружен список возможных жертв и листовки с анонсом акций протеста[англ.] против Трампа[86][87].

- 15 июня
  - Блейз Метревели назначена главой MI6, она станет первой женщиной на этом посту[88].
  - В Уттаракханде (Индия) при крушении вертолёта Bell 407 погибли 7 человек[89].
  - Спорт
    - В США стартовал 21-й Клубный чемпионат мира по футболу[90][91].

- 16 июня
  - Президент США Дональд Трамп принял участие в саммите лидеров стран «Большой семерки»[92][93], но покинул его досрочно из-за обострения ситуации на Ближнем Востоке[94][95].

- 17 июня
  - В результате российского удара по Киеву погибли 28 человек и ранены более 130[96].
  - Спорт
    - Хоккейный клуб «Флорида Пантерз» второй раз подряд стал обладаталем Кубка Стэнли, обыграв в финальной серии, как и годом ранее, «Эдмонтон Ойлерз» (4-2)[97]. Самым ценным игроком плей-офф Кубка Стэнли признан форвард «Пантерз» Сэм Беннетт, который набрал 22 очка (15+7) в 23 матчах[98]

- 18 июня
  - В Санкт-Петербурге (Россия) начался 28-й Петербургский международный экономический форум, который будет проходить до 21 июня и главной темой которого станет «Общие ценности — основа роста в многополярном мире»[99].
  - Корабль SpaceX Starship взорвался во время подготовки к десятому испытательному полёту[100].
  - Nippon Steel завершила сделку[англ.] по приобретению U.S. Steel за 14,9 млрд долларов[101].

- 19 июня
  - Конфликт между ДР Конго и Руандой: Демократическая Республика Конго и Руанда согласовали проект мирного договора при содействии США[102][103].
  - Спорт
    - Король Испании Филипп VI даровал теннисисту Рафаэлю Надалю потомственный титул маркиза Льеванта-де-Мальорки (исп. marqués de Llevant de Mallorca)[104].

- 20 июня
  - Эвтаназия в Великобритании: Парламент Великобритании проголосовал за принятие законопроекта[англ.], который позволяет применять эвтаназию к неизлечимо больным[105].
  - Спорт
    - В Будапеште завершился чемпионат мира по дзюдо. Было разыграно 15 комплектов наград, успешнее всего выступили представители Японии, завоевавшие 6 золотых медалей[106].

- 21 июня
  - Американо-белорусские отношения: Во время визита в Минск спецпредставителя президента США Дональда Трампа Кита Келлога были освобождены белорусский оппозиционер Сергей Тихановский и ещё 13 политзаключённых[107][108][109].
  - Шесть американских стратегических бомбардировщиков B-2, способных переносить противобункерные бомбы GBU-57, вылетели из авиабазы Уайтмен[110][111]; они не участвовали в атаке по иранским ядерным объектам, это был отвлекающий манёвр, удары нанесли другие семь B-2 летевших с выключенными транспондерами[112].
  - По меньшей мере 8 человек погибли в результате крушения воздушного шара на юге Бразилии[113].

- 22 июня
  - Война на Ближнем Востоке/Ирано-израильская война:
    - Парламент Ирана одобрил решение закрыть Ормузский пролив. Окончательное решение остаётся за Советом национальной безопасности[114].
    - США нанесли удары по ядерным объектам Ирана, среди которых завод по обогащению урана Фордо, ядерный объект в Нетензе и центр ядерных технологий в Исфахане[115][116].

  - После стрельбы и активации взрывного устройства в греческой православной церкви Мар-Элиас в Дамаске (Сирия) во время молитвы, погибли минимум 25 человек и более пятидесяти было ранено[117].
  - Спорт
    - Баскетбольный клуб «Оклахома-Сити Тандер» стал чемпионом НБА, победив в финальной серии «Индиану Пэйсерс» (4-3). Разыгрывающий защитник «Тандер» Шей Гилджес-Александер стал первым в истории канадцем, признанным MVP финала НБА[118].

- 23 июня
  - Война на Ближнем Востоке/Ирано-израильская война:
    - Иран объявил о начале военной операции «Хорошая весть о победе» против баз США в Ираке и Катаре[119].

  - Обсерватория имени Веры Рубин получила первый свет[120].

- 24 июня
  - Война на Ближнем Востоке/Ирано-израильская война:
    - Иран и Израиль договорились о прекращении огня при посредничестве США, однако имело место нарушение режима прекращения огня с обеих сторон[121][122][123].

  - Начался саммит НАТО, он проходит в Гааге (Нидерланды)[124][125].
  - Россия нанесла ракетные удары по Днепру, погибли 18 и ранено более 280 человек[126][127].
  - Зохран Мамдани одержал победу на праймериз Демократической партии перед выборами мэра Нью-Йорка, которые пройдут 4 ноября 2025 года[128].

- 25 июня
  - Члены НАТО утвердили увеличение расходов на оборону до 5 % ВВП[129].
  - В Армении арестован лидер оппозиционного движения архиепископ Баграт Галстанян[130].
  - В Кении в ходе проходящих в стране протестов[англ.] как минимум 16 человек погибли и более 400 получили ранения[131].
  - Американо-украинские отношения: президент США Дональд Трамп провёл встречу с президентом Украины Владимиром Зеленским[132].
  - Российско-северокорейские отношения: в Москву прибыл первый после пятилетнего перерыва поезд с вагоном из КНДР[133].
  - Спорт
    - В Нью-Йорке состоялся первый раунд драфта НБА 2025 года. Под первым номером «Даллас Маверикс» выбрали Купера Флэгга. Первым среди европейцев был выбран Егор Дёмин, его «забрали» «Бруклин Нетс» под 8-м номером. Это самый ранний выбор российского игрока за всю историю драфта НБА[134].

- 26 июня
  - В Эквадоре пойман главарь преступной группировки «Los Choneros» Хосе Масиас Вильямар[135][136].
  - Жертвами наводнения[англ.] в Южной Африке стали более 100 человек[137].

- 27 июня
  - Отношения ДР Конго и Руанды: Демократическая Республика Конго и Руанда подписали соглашение об окончании боевых действий[138].
  - Российско-азербайджанские отношения: Задержание представителей азербайджанской диаспоры в Екатеринбурге привело к ухудшению отношений Москвы и Баку[139].
  - Верховный суд США вынес решение, которое ограничивает возможность судей нижестоящих инстанций приостанавливать действие президентских указов[140].
  - В Венеции прошло бракосочетание Джеффа Безоса и Лорен Санчес[141].
  - В Японии казнён серийный убийца Такахиро Сираиси[142].
  - Во Франции три человека погибли при крушении лёгкого самолёта Cessna 172[143].
  - Спорт
    - В Лос-Анджелесе состоялся первый раунд драфта НХЛ 2025 года. Под первым номером «Нью-Йорк Айлендерс» выбрали 17-летнего канадского защитника Мэттью Шефера[144].

- 28 июня
  - Конфликт в Вазиристане: Террорист-смертник протаранил[англ.] военную колонну на северо-западе Пакистана в Мир-Али, по меньшей мере 13 солдат погибли[145].
  - Четыре человека погибли в результате крушения самолёта Як-18Т под Коломной в Московской области[146].
  - Число погибших в результате оползня в Колумбии возросло до 22 человек, ещё 8 числятся пропавшими без вести[147].
  - Фондовый индекс S&P 500 установил новый исторический максимум 6173.07 пунктов[148].
  - Во Франции запретили курить в парках, на пляжах и около школ[149].
  - Спорт
    - В Словакии завершился чемпионат Европы по футболу среди молодёжных команд. Второй раз подряд чемпионом стала сборная Англии, которая в финале в дополнительное время обыграла команду Германии (3:2). Лучшим игроком турнира признан полузащитник англичан Харви Эллиотт[150].

- 29 июня
  - Спорт
    - Женская сборная Бельгии по баскетболу второй раз подряд выиграла чемпионат Европы, победив в финале в Пирее команду Испании (67-65)[151].
- 30 июня
  - Американо-сирийские отношения: Президент США Дональд Трамп подписал указ о снятии экономических санкций против Сирии[152].
  - При взрыве на химическом заводе в Телангане (Индия) погибли как минимум 36 человек[153].
  - Спорт
    - В Лондоне стартовал 138-й Уимблдонский турнир, третий в сезоне теннисный турнир серии Большого шлема[154].